# Священная лига (1495)
Священная Лига 1495 года, или Лига Венеции — союз итальянских государств, созданный для борьбы с французскими захватчиками.

## История
Союз был образован во время первой итальянской войны 1494—1498 годов, когда войска французского короля Карла VIII вторглись в Италию, не встречая никакого сопротивления. Скорость, с которой французы продвигались по Италии, жестокость, которую они проявляли в захваченных городах, напугали итальянские государства. Лодовико Сфорца, герцог Милана, понимая, что Карл не успокоится аннексией Неаполитанского королевства, но ставит целью также захват Миланского герцогства, обратился к папе с предложением создать союз. Папа Александр VI предполагал, что участие в войне против Франции позволит ему обеспечить феодальные владения своим сыновьям. Папа согласился, и 31 марта 1495 года был создан союз, вошедший в историю под названием «Священная Лига 1495 года», или «Лига Венеции». Союз объединил несколько противников французской гегемонии в Италии: Папскую область, Сицилийское королевство в лице Фердинанда II Арагонского, римского императора Максимилиана I, миланского герцога Лодовико Сфорца, Королевство Англии и Венецианскую республику. Венеция присоединилась к союзу, видимо, с целью в дальнейшем использовать эту организацию для борьбы против Османской империи, ведь французская экспансия в Италии, на самом деле, не противоречила интересам Венецианской республики. Лига поручила кондотьеру Франческо II Гонзага, который был маркизом Мантуи, набор армии и изгнание французов с Апеннинского полуострова. 1 мая 1495 года армия Священной Лиги приступила к боевым действиям против французских войск.
6 июля 1495 года состоялось первое крупное сражение между войсками французского короля Карла VIII и армией Священной Лиги — (битва при Форново), в результате которого отступившие французы были временно вытеснены с Апеннинского полуострова. Но достигнутая победа положила конец и самой «Венецианской Лиге». Участники союза не смогли преодолеть разделявшие их противоречия, снова начали интриговать друг против друга. Победа при Форново показала, что истинные слабости итальянских государств того времени кроются в междоусобице. И хотя, потерпев поражение, Карл VIII отступил от Неаполя, битва при Форново нанесла смертельный удар не ему, а победителям — «Священной Лига» распалась, не просуществовав и года.